# Григорьевка (Азовский район)
Григорьевка — хутор в Азовском районе Ростовской области.
Входит в состав Отрадовского сельского поселения, являясь третьим населённым пунктом по величине.

## География
Расположен в 70 км (по дорогам) юго-западнее районного центра — города Азова. Хутор находится на правобережье реки Ея, на расстоянии 4 км от границы с Краснодарским краем.

## Население
| 1989 | 2002 | 2010 |
| ---- | ---- | ---- |
| 296  | ↘257 | ↘224 |

Национальный состав
Согласно результатам переписи 2002 года, в национальной структуре населения русские составляли 97 %.

## Достопримечательности
- В 2,5 километрах северо-западнее хутора находится памятник археологии — Курганная группа «Григорьевка-1» (2 насыпи). Памятник датируется II тысячелетием до н. э. — XIV веком н. э. Решением Малого Совета облсовета № 301 от 18 ноября 1992 года курганная группа внесена в список объектов культурного наследия местного значения под кодом № 6100299000[4].
- В 2,5 километрах западнее хутора находится памятник археологии — Курганная группа «Григорьевка-2» (2 насыпи). Памятник датируется II тысячелетием до н. э. — XIV веком н. э. Решением Малого Совета облсовета № 301 от 18 ноября 1992 года курганная группа внесена в список объектов культурного наследия местного значения под кодом № 6100300000[5].
- В полутора километрах западнее хутора находится памятник археологии — Курганная группа «Григорьевка-3» (3 насыпи). Памятник датируется II тысячелетием до н. э. — XIV веком н. э. Решением Малого Совета облсовета № 301 от 18 ноября 1992 года курганная группа внесена в список объектов культурного наследия местного значения под кодом № 6100301000[6].
- В 4-х километрах южнее хутора находится памятник археологии — Курганная группа «Григорьевка-5» (3 насыпи). Памятник датируется II тысячелетием до н. э. — XIV веком н. э. Решением Малого Совета облсовета № 301 от 18 ноября 1992 года курганная группа внесена в список объектов культурного наследия местного значения под кодом № 6100303000[7].

## Фотогалерея

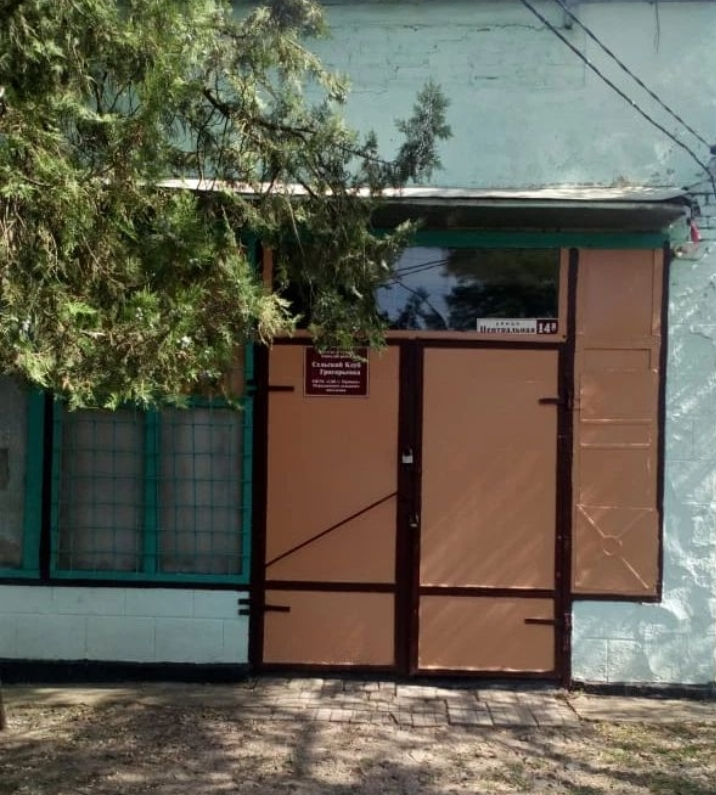
Сельский клуб
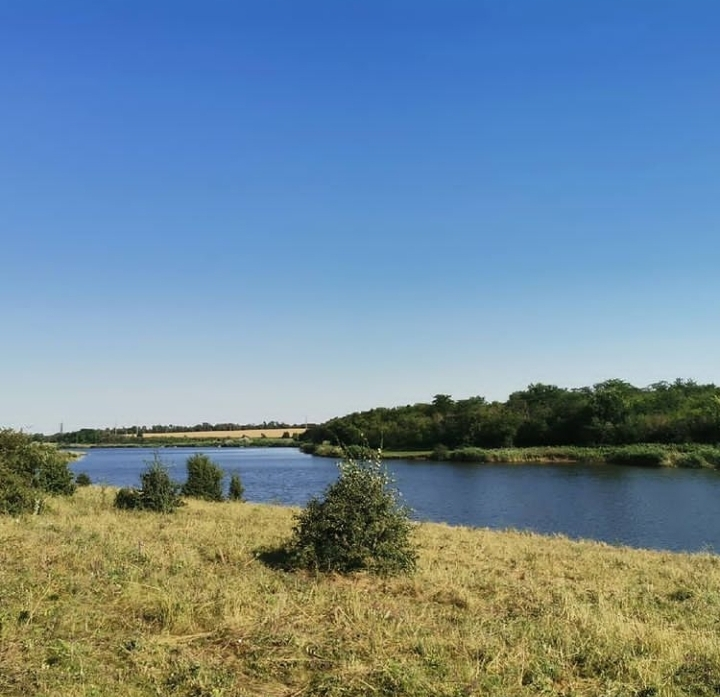
Пруд